# エヴリ・タイム
「エヴリ・タイム」(Every Time)は、ジャネット・ジャクソンの楽曲。

## 概要
6枚目のスタジオ・アルバム『ザ・ヴェルヴェット・ロープ』から6枚目のシングルとしてリリースされた。
日本では「アイ・ゲット・ロンリー」の代わりに3枚目のシングルとして発売された。
同年の「ヴェルヴェット・ロープ・ツアー」のセットリストには含まれていなかったが、日本公演では特別に披露された。

## 収録曲
日本盤 マキシ・シングル
1. エヴリ・タイム - 4:17
2. アイ・ゲット・ロンリー (ジェイソンズ・スペシャル・ソース・ダブ) - 6:44
3. アイ・ゲット・ロンリー (ザ・ジェイソン・ネヴィンス・ラジオ・リミックス) - 3:13

## チャート
| チャート (1998–1999年)                        | 最高位 |
| --------------------------------------------- | ------ |
| オーストラリア (ARIA)                         | 52     |
| ベルギー (Ultratip Flanders)                  | 2      |
| フランス (SNEP)                               | 95     |
| ドイツ (GfK Entertainment charts)             | 67     |
| アイスランド (Íslenski Listinn Topp 40)       | 5      |
| オランダ (Dutch Top 40)                       | 29     |
| オランダ (Single Top 100)                     | 38     |
| ニュージーランド (Recorded Music NZ)          | 34     |
| スコットランド (Official Charts Company)      | 54     |
| UK シングルス (OCC)                           | 46     |
| UK R&B (OCC)                                  | 9      |
| US Bubbling Under Hot 100 Singles (Billboard) | 25     |
| US Rhythmic (Billboard)                       | 25     |
| US CHR/Pop (Radio & Records)                  | 44     |
| US CHR/Rhythmic (Radio & Records)             | 25     |
| US NAC/Smooth Jazz Tracks (Radio & Records)   | 21     |